# Máncora (ville)
Pour les articles homonymes, voir Máncora.
Máncora est une ville du nord du Pérou située dans la province de Talara et la région de Piura. Cette ville est populaire pour sa plage qui attire les surfers et les touristes. Il s'agit d'un endroit généralement ensoleillé.
Le tourisme constitue une des activités économiques principales de la ville. La rue centrale est parsemée de restaurants et longée par un marché de souvenirs. Les plages environnantes sont quasiment tous occupées par les hôtels côtiers. Les plages près de la ville sont rocailleuses et plus ou moins bien entretenues. Toutefois, certaines des plages situées à quelques minutes en voitures du centre-ville sont sablonneuses et bien entretenues.    
Les voitures se font rares dans les rues et les ruelles. Ce sont plutôt les moto-taxis à trois roues qui occupent les routes et qui fournissent le transport dans cette petite ville touristique.
La ville comprend aussi un grand quai par où le poisson et les crustacés pêchés localement sont acheminés.

## Dans la culture
La lettre à Máncora (Goya) est un tableau d'Herman Braun-Vega de 2001 dans lequel on aperçoit une moto-taxi communément utilisée pour aller à la plage à Máncora, ainsi que deux personnages tirés du tableau Les jeunes de Goya dont la présence incongrue rappelle que les conquistadors auraient débarqués non loin de cette plage de Máncora.
Máncora est aussi le titre d'un film de Ricardo de Montreuil dont l'action se déroule à Máncora et qui a été tourné sur place avec les comédiens Elsa Pataky et Jason Day pour tête d'affiche.

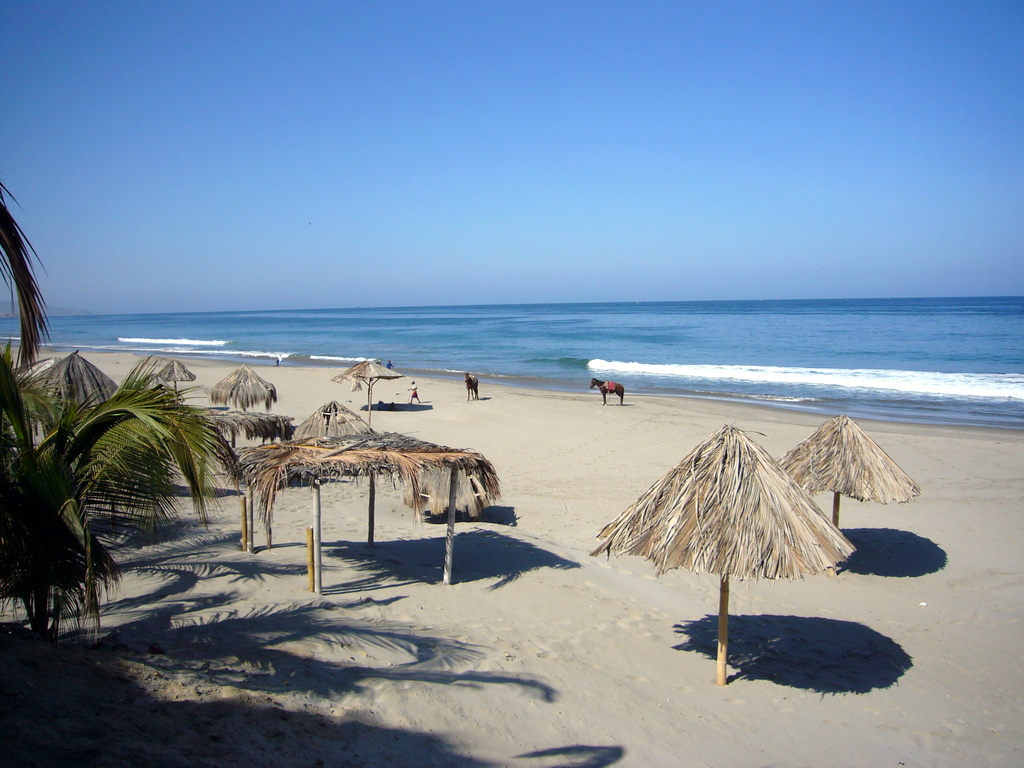
Une des plages de Máncora

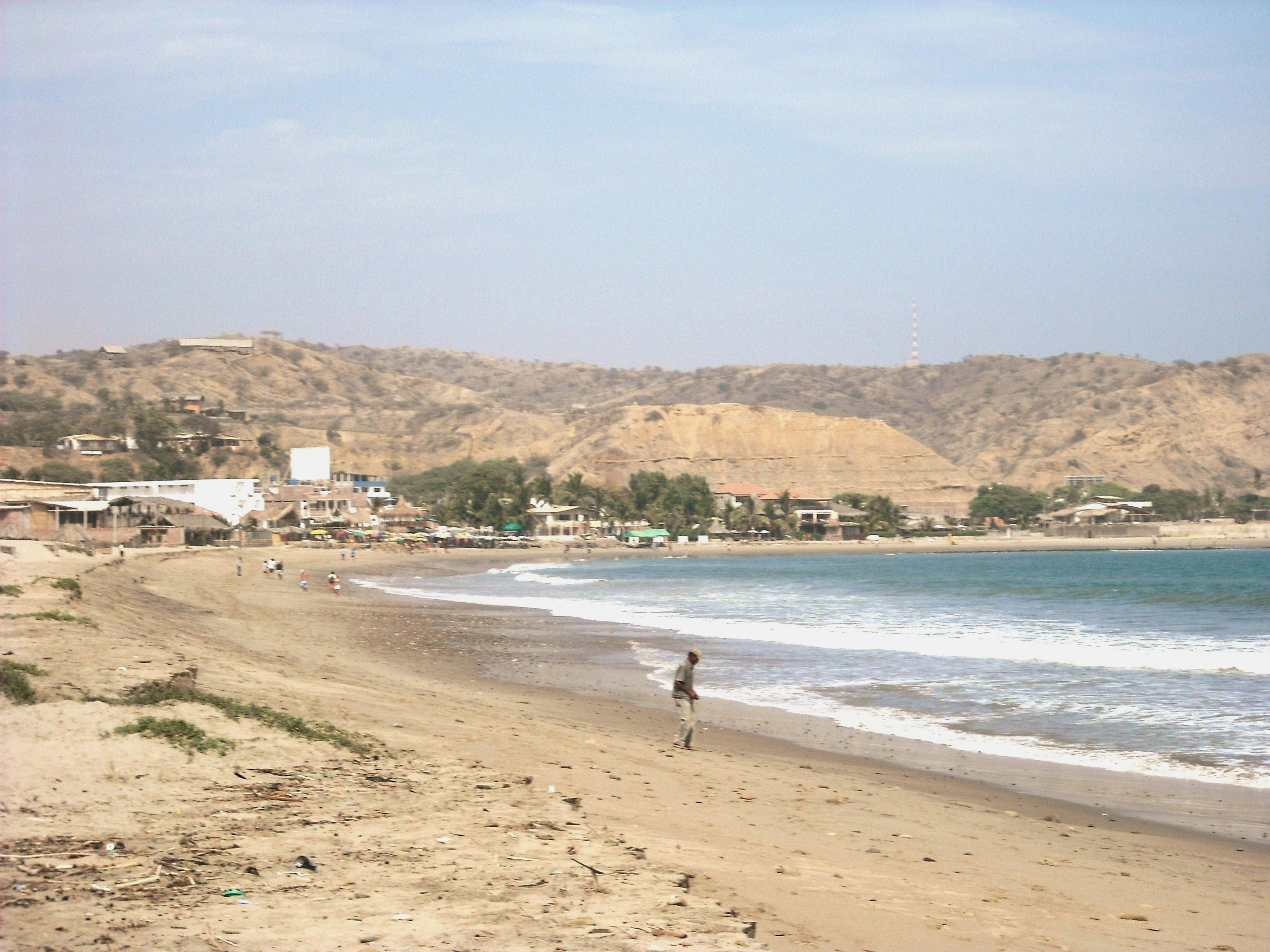
Plage adjacente au centre-ville